# Rapa (sèrie de televisió)
Rapa és una sèrie de televisió espanyola creada i escrita per Pepe Coira i Fran Araújo i dirigida per Jorge Coira per a Movistar Plus+. És protagonitzada per Javier Cámara i Mónica López i produïda per Portocabo, la filial gallega de Boomerang TV. Va ser estrenada al complet el 19 de maig de 2022.

## Trama
Amparo Seoane, l'alcaldessa de Cedeira (La Corunya) i la dona amb més poder de la zona, és assassinada. Investigar el crim es convertirà en una obsessió per a la Maite, sergent de la guàrdia civil, i per en Tomás, únic testimoni de l'assassinat. Per a Maite, buscar a l'assassí és una obligació, és el seu ofici. Per a Tomás, que és professor de Literatura a l'institut i a qui ningú li ha demanat opinió, és l'oportunitat –possiblement l'última– de viure una història com les que l'apassiona llegir, i potser així poder explicar-la. Tots dos obriran una recerca que afectarà el conjunt del poble. Tots, d'una manera o una altra, estaven relacionats amb l'Amparo. Tots tenien alguna cosa a guanyar o a perdre amb la seva mort.

## Repartiment

### Repartiment principal
- Javier Cámara com Tomás Hernández
- Mónica López com Maite Estévez
- Lucía Veiga com Norma Muiños Álvarez
- Eva Fernández com Dubra Varela Seoane
- Jorge Bosch com Segura
- Berta Ojea com Balbina Álvarez
- Ricardo de Barreiro com Samuel Varela Seoane
- Toni Salgado com Eliseo Bastida Seara
- Santi Prego com Ceide
- Iria Sobrado com Helena Beira
- Darío Cimadevila com Tito Asorey
- Adrián Ríos com Bolaño

amb la col·laboració especial de
- Mabel Rivera com Amparo Seoane (Episodi 1 - Episodi 2)
- Manuel Millán com ? (Episodi 3)
- Antonio Mourelos com ? (Episodi 4)

### Repartiment secundari
- Xavier Estévez com Casal
- Nacho Castaño com Matías Costenla (Episodi 1; Episodi 3 - Episodi 6)
- Víctor Mosqueira com Roberto Jiménez Fernández (Episodi 1 - Episodi 4; Episodi 6)
- César Cambeiro com Anxo Maneiro (Episodi 1 - Episodi 5)
- Cris Collazo com Ángela
- Denís Gómez com Pablo Martínez Sánchez
- Paula Morado com Francisca "Paquita" Moure Cornide (Episodi 1 - Episodi 2)
- Belén Constenla com Celia (Episodi 1 - Episodi 2; Episodi 4)
- Laura Ponte com Rosaura (Episodi 1 - Episodi 4; Episodi 6)
- Isabel Vallejo com Consuelo Castro (Episodi 1 - Episodi 5)
- Fran Paredes com Álvaro (Episodi 1 - Episodi 3)
- Raúl Alonso com Juárez (Episodi 1 - Episodi 3)
- Miguel Borines com Marido de Rosaura (Episodi 1 - Episodi 2)
- Lara Boedo com Xana (Episodi 1 - Episodi 4)

## Capítols
| Núm. | Títol       | Direcció                  | Guió                                  | Data d'emissió original |
| ---- | ----------- | ------------------------- | ------------------------------------- | ----------------------- |
| 1    | «Episodi 1» | Jorge Coira               | Pepe Coira i Fran Araújo              | 19 de maig de 2022      |
| 2    | «Episodi 2» | Jorge Coira               | Pepe Coira i Fran Araújo              | 19 de maig de 2022      |
| 3    | «Episodi 3» | Jorge Coira i Elena Trapé | Fran Araújo, Jorge Coira i Pepe Coira | 19 de maig de 2022      |
| 4    | «Episodi 4» | Elena Trapé               | Fran Araújo, Jorge Coira i Pepe Coira | 19 de maig de 2022      |
| 5    | «Episodi 5» | Elena Trapé               | Fran Araújo, Jorge Coira i Pepe Coira | 19 de maig de 2022      |
| 6    | «Episodi 6» | Jorge Coira               | Fran Araújo, Jorge Coira i Pepe Coira | 19 de maig de 2022      |

## Producció
El 14 de juliol de 2021, Movistar Plus+ (llavors Movistar+), va anunciar que Javier Cámara anava a protagonitzar, Rapa la nova sèrie dels creadors de Hierro per a la plataforma. El seu rodatge inicialment va estar previst per a setembre, però no va ser fins a inicis d'octubre quan va començar el seu rodatge a Cedeira i Ferrol, acabant a finals de 2021.

## Llançament i màrqueting
El 19 d'abril de 2022, Movistar Plus+ va treure un teaser trailer que va anunciar que Rapa s'anava a estrenar al complet en Movistar Plus+ el 19 de maig de 2022. El 5 de maig de 2022, la plataforma va treure un tràiler més complet, així com els pòsters.